# Gómez Gutiérrez de la Barreda y Tordoya
Gómez Gutiérrez de la Barreda y Tordoya (1713-27 de septiembre de 1774) fue un noble español.

## Familia
Hijo de Fernando Gutiérrez de la Barreda y Vargas-Machuca (baut. Villafranca de los Barros, 26 de noviembre de 1670 - ?), caballero de la Orden de Santiago el 22 de diciembre de 1703, hermano de Diego Gutiérrez de la Barreda y Vargas-Machuca, y de su segunda esposa, casados en Salvatierra de los Barros el 27 de julio de 1698, Inés de Tordoya y Silva Figueroa Salcedo y Mendoza (baut. Salvatierra de los Barros, 5 de agosto de 1677 - ?), y hermano de José Miguel Domingo Gutiérrez de la Barreda Tordoya Vargas-Machuca y Silva (baut. Villafranca de los Barros, 29 de marzo de 1703 - 1750), caballero de la Soberana Orden Militar y Hospitalaria de San Juan de Jerusalén, de Rodas y de Malta, señor de casa y vínculo en Salvatierra de los Barros, casado primera vez el 12 de febrero de 1721 con su prima hermana Ana Antonia Gutiérrez de la Barreda y Vargas-Machuca, hija de Martín Gutiérrez de la Barreda y Gordón de Valencia (? - Villafranca de los Barros, 30 de marzo de 1729) y de su esposa Marina Gutiérrez de la Barreda y Vargas-Machuca, y casado segunda vez en Jerez de los Caballeros el 10 de julio de 1729 con su prima segunda María Paula Maraver y Silva de Vera y Vega (baut. Jerez de los Caballeros, 30 de enero de 1715 - Villafranca de los Barros, 25 de julio de 1773), hija de Diego José Maraver de Guevara Vera y Godoy y de su esposa Isabel Francisca de Silva Vera y Vargas, con descendencia, y de María Teresa Gutiérrez de la Barreda y Tordoya, casada primera vez con Rodrigo de Carvajal y Valencia, capitán de caballería del Regimiento de Dragones de Llerena y caballero de la Orden de Santiago, y casada segunda vez con Vicente de los Ríos y Fernández de Córdoba, de la casa de los vizcondes de Sancho Miranda.

## Biografía
Ministro del Real y Supremo Consejo de Castilla en 1767, etc.